# Horisme parcata
Horisme parcata là một loài bướm đêm trong họ Geometridae.